# Conus kintoki
Conus kintoki is een in zee levende slakkensoort uit het geslacht Conus. De slak behoort tot de familie Conidae. Conus kintoki werd in 1970 beschreven door Habe & Kosuge. Net zoals alle soorten binnen het geslacht Conus zijn deze slakken roofzuchtig en giftig. Zij bezitten een harpoenachtige structuur waarmee ze hun prooi kunnen steken en verlammen.